# Pierrette Alarie
Pierrette Marguerite Alarie (ur. 9 listopada 1921 w Montrealu, zm. 10 lipca 2011 w Victorii w Kolumbii Brytyjskiej) – kanadyjska śpiewaczka, sopran.

## Życiorys
Po początkowych studiach wokalnych u Jeanne Maubourg i Alberta Robervala występowała jako aktorka i piosenkarka. Od 1938 do 1943 roku uzupełniała swoją edukację u Victora Issaurela w Montrealu. Jako śpiewaczka operowa zadebiutowała w 1938 roku. W 1943 roku wystąpiła w Montrealu w roli Barbariny w Weselu Figara W.A Mozarta pod batutą Thomasa Beechama. W latach 1943–1946 był uczennicą Elisabeth Schumann w Curtis Institute of Music w Filadelfii. W 1945 roku wystąpiła w nowojorskiej Metropolitan Opera jako Oskar w Balu maskowym Giuseppe Verdiego. W 1949 roku otrzymała angaż do paryskiej Opéra-Comique. Gościnnie występowała na licznych scenach światowych, m.in. Mediolanie, Wiedniu, Edynburgu, Aix-en-Provence czy Monachium. W 1954 roku odbyła tournée po krajach Ameryki Północnej. Zasłynęła przede wszystkim występami we włoskim i francuskim repertuarze operowym. Werner Egk specjalnie dla niej napisał dwie arie koncertowe, Chanson i Romance du comte Olinos. W 1966 roku zakończyła swoją karierę operową, do 1970 roku występowała jeszcze jako artystka estradowa. Po przejściu na emeryturę zajęła się działalnością pedagogiczną.
Od 1946 roku jej mężem był kanadyjski śpiewak Léopold Simoneau. Odznaczona została Orderem Kanady w stopniu oficera (1967) i towarzysza (1995), była też kawalerem francuskiego Orderu Sztuki i Literatury (1990) i kawalerem Ordre national du Québec (1997). W 1994 roku otrzymała doktorat honoris causa McGill University.